# توم والكر
توم والكر (بالإنجليزية: Tom Walker)‏ هو مغن مؤلف وموسيقي بريطاني، ولد في 17 ديسمبر 1990 في غلاسكو في المملكة المتحدة.

## وصلات خارجية
- الموقع الرسمي
- توم والكر على موقع IMDb (الإنجليزية)
- توم والكر على موقع ميوزك برينز (الإنجليزية)
- توم والكر على موقع أول ميوزيك (الإنجليزية)
- توم والكر على موقع ديسكوغز (الإنجليزية)
- توم والكر على موقع قاعدة بيانات الفيلم (الإنجليزية)